# 片岡大志
片岡 大志（かたおか だいし、1971年1月18日 - ）は東京都出身の音楽家。シンガーソングライター・作詞家・作曲家・編曲家・ギタリスト・音楽プロデューサーとして活動。尚美学園大学芸術情報学部音楽表現学科教授。総合音楽教室〈唄小屋〉代表。血液型A型。

## 人物・来歴
1971年、東京都三鷹市に生まれる。父・片岡一朗は森村学園高等部教諭。母は英米文学翻訳家・片岡しのぶ。1986年、私立自由の森学園高等学校入学。サザンオールスターズ/ローリングストーンズ/プリンス/スターリン/憂歌団/80年代音楽等の影響下、バンド活動を開始する。高校時代の音楽活動が以降の音楽活動や人脈に大きな影響を及ぼした。
1988年、小室等から薦められた友部正人のレコードを聴き、言葉を中心とした歌作りに開眼する。1989年に河野圭、浦清英、秋山浩徳、笠原直樹、岡谷心平らを中心に結成した〈北風ナイツ〉は、1991年には渋谷クラブクワトロ単独公演を行っている。1990年からは定期的に新宿大ガード下にて弾き語りストリートライブを行った。この時期に通っていた音楽専門学校〈PAN SCHOOL OF MUSIC（現在は閉校）〉では、デモテープ録音に修学期間を費やした。このデモ作品がきっかけで1992年〈（株）クリアスカイコーポレーション〉と専属アーティスト契約、同時に（株）BMGビクターとの専属リリース契約を結ぶ。同年、サウンドプロデューサーに小原礼を迎えて、米国ロスアンジェルスにてレコーディングを行い、1993年5月21日に1st Album「知らないところからこんにちは」を（株）BMGビクターから発表した。
1994年からはレコーディングを河野圭との共同プロデュースへと移行して、再び米国ロスアンジェルスへ。録音にはバジーフェイトン、ニールラーセン、タワーオブパワーらが参加した。同年2nd Album「ポストのいらない手紙」を発表する。1995年に発表した3rd Album「新品の日々」では、6th Single「ふたりぼっち」が東海テレビ制作ドラマ「風のロンド」主題歌となる。1996年（株）東芝EMIに移籍。栗原正己との共同プロデュースによる4th Album「風の吹かない日でも船は出したい」を同年に発表。この時期から作品提供を開始。亜羽根綾乃、V6、E-ZEE BAND等への楽曲提供が好評を得る。1997年（株）テイチクエンタテインメント移籍。同年10th Singleとなる「Swallow and Blue」を発表。
1999年、矢井田瞳のデモテープをきっかけに、インディペンデントレーベル（有）青空レコード設立に参加。矢井田瞳プロデュースチームとして浦清英、西川進、村田昭とともに〈ダイヤモンド◆ヘッド〉を結成。青空レコードは（株）東芝EMIヴァージンと専属契約。矢井田瞳作品は2000年発表1st Album、2001年発表2nd Album、2002年発表3rdAlbumがオリコン・アルバムチャートにて三作品連続一位を獲得する。また東西ドーム公演、全国47都道府県ツアー等を開催。以降はサウンドプロデューサーとしての活動が主軸となる。
2002年には、青空レコードから5th Album「Under The Fragrant Olive」を発表。翌2003年には、映画「ROUND1」主題歌「Slapstick Blues」を収録した同名の12th Singleを発表し、シンガーソングライターとしての活動も再開する。2005年、青空レコードを退社以降はアーティスト育成型のプロデュースを軸に、OUTLOW、つしまみれ、植村花菜、小柳ゆき、Splay、ヨースケ＠HOME、miwa等の多くのアーティストのサウンドプロデュースを担当。2012年、総合音楽教室「唄小屋」を設立。自身の音楽活動を通して培った独自のソングライティング・メソッドを一般に公開する。2013年、音楽クラブ〈猫耳クラブ〉を中嶋ユキノ、ヨースケ＠HOME、Tomomiらと結成。同年の野外音楽フェスティバル「富山ホットフィールド2013」に出演。翌2014年には自主制作Single「Love is eddy」を発表。
2013年、13th Single「ギャラクシー」を発表。2014年、尚美学園大学芸術情報学部音楽表現学科准教授に着任（2020年教授に着任）。2015年、6th Album「Blue Bard」を（株）ワーナーミュージックジャパンから全国発売。2018年12月には天王洲KIWAにて自身25周年となるライブ「片岡大志 25th Anniversary Special Live！」を、浦清英（Key/Sax）宮川剛（Dr）内田充（Gt）有瀧敬之（Bs）湯浅佳代子（Tb）はんだすなお（Key）Tomomi（Vo）ヨースケ＠HOME（Vo）らと共に開催した。2018年（株）シンコーミュージック・エンタテインメント〈GiGS〉誌11月号より「拝啓。独学ソングライターのあなたへ」を連載開始（全6回）。
2019年8月30日（株）シンコーミュージック・エインタテインメント出版より、書籍「独学シンガーソングライター歌作り気づきノート」を出版。

## ディスコグラフィー

### シングル
|      | 発売日         | タイトル          | 規格品番  | レーベル         | 備考                                     |
| ---- | -------------- | ----------------- | --------- | ---------------- | ---------------------------------------- |
| 1st  | 1993年5月21日  | がっかりするなよ  | BVDR-174  | BMGビクター      | FM802ヘビーローテーション                |
| 2nd  | 1993年7月7日   | 次の土曜日には    | BVDR-183  | BMGビクター      | FMとやま（他）ベビーローテーション       |
| 3rd  | 1993年10月21日 | 祈り              | BVDR-207  | BMGビクター      | FMとやま（他）ベビーローテーション       |
| 4th  | 1994年5月21日  | 君にかたむいてる  | BVDR-238  | BMGビクター      |                                          |
| 5th  | 1994年9月21日  | 雨〜十二月の雨    | BVDR-286  | BMGビクター      | TBS系「ニュースの森」エンディングテーマ  |
| 6th  | 1995年4月5日   | ふたりぼっち      | BVDR-1018 | BMGビクター      | CX系ドラマ「風のロンド」主題歌           |
| 7th  | 1996年6月5日   | ゴチャついた世界  | TODT-3752 | 東芝EMI          |                                          |
| 8th  | 1996年10月4日  | 愛はどうしたの    | TODT-3843 | 東芝EMI          |                                          |
| 9th  | 1997年4月28日  | Hello バイバイbye | TODT-3954 | 東芝EMI          | TBS系「BLITZ INDEX」オープニング・テーマ |
| 10th | 1998年4月1日   | Swallow and Blue  | TEDN-302  | TEICHIKU RECORDS | NTV系「shin-D」エンディング・テーマ      |
| 11th | 2002年7月10日  | B-Love/Shatter    | Zora-502  | 青空レコード     |                                          |
| 12th | 2003年3月19日  | Slapstick Blues   | Zora-503  | 青空レコード     | 映画「ROUND1（ラウンド・ワン）」主題歌   |
| 13th | 2015年2月28日  | ギャラクシー      | BRCD-0015 | BOOSTER RECORDS  | 発売元（株）ワーナーミュージックジャパン |

### アルバム
|     | 発売日         | タイトル                       | 規格品番   | レーベル        |
| --- | -------------- | ------------------------------ | ---------- | --------------- |
| 1st | 1993年5月21日  | 知らない所からこんにちは       | BVCR-617   | BMGビクター     |
| 2nd | 1994年6月22日  | ポストのいらない手紙           | BVCR-669   | BMGビクター     |
| 3rd | 1995年6月7日   | 新品の日々                     | BVCR-705   | BMGビクター     |
| 4th | 1996年10月23日 | 風の吹かない日でも船は出したい | TOCT-9685  | 東芝EMI         |
| 5th | 2002年7月17日  | under the fragrant olive       | Zora-104   | 青空レコード    |
| 6th | 2015年10月28日 | Blue Bard                      | QYCL-10005 | BOOSTER RECORDS |

## 楽曲提供（抜粋）
- R-ORANGE - 「Close to me〜世界の果てまで」作詞
- 浅井ひろみ - 「Beginning」作詞
- 亜波根綾乃 - 「大きな風」作詞
- 植村花菜 - 「BLESS（toki名義）」作詞　「ありがと。」（「BLESS/春にして君を想う」収録）作曲
- E-ZEE BAND - 「マーマレイド」「Step into summer」「Sing Song For You」作詞
- 小柳ゆき - 「Super Sexy Woman」「The song with sorrow words」（『i'll be Travelin' Home』収録）作曲
- 末永宰士 - 「抱きしめてキスをかわそう」作詞作曲
- 中村千尋 - 「さとうくん」（『○△□』収録）作詞作曲　「悲しみは記念になる」（『スカートの中』収録）作詞作曲
- V6 - 「雨の夜と月曜日には」「Life goes on」作詞作曲、「NATURE BOY」作曲
- 坂本昌行 - 「コバルトブルー」「Without you」作詞作曲
- 中嶋ユキノ - 「ピアニシモ」（『ギターケースの中の僕』収録）作詞作曲

### CMソング
- 「ぷっちんぷりん〜puripuri'99」作詞
- 「ニッポン放送〜三宅裕司サンデーヒットパラダイス」番組ジングル作編曲

## サウンドプロデュース（抜粋）
- OUTLAW - 『Beautiful life』
- ammoflight
- UESA
- 植村花菜 - 「ありがと。」（「BLESS/春にして君を想う」収録）、「シャララ」
- Can'no
- 小柳ゆき - 「Do You Love Me Who Is A Girl, Or Do You Love My Me? <version from Tokyo>」「Super Sexy Woman」「The song with sorrow words」（『i'll be Travelin' Home』収録）
- thirstyroad
- STAY wander around
- SPLAY - 「Ring your bell」「Echo again」
- ゼリ→ - 『NO NEED』『KISS MY WAY』
- つしまみれ - 『脳みそショートケーキ』『つしまみれとロックとビアで』
- DIANA ∞ DIANA（ex.Greedy chair）
- D-51 - 「東京」（『Daisy』収録）
- TOYONO「ペリカーノ・ヘヴン」
- 中村繪里子
- bye-bye circus（ex.JET KELLY→TOKYO DROP→JET LILY STAR）
- 妃野アキラ「虹色アンプ」
- HUMANS
- Fonogenico
- ペケキング・テリー「ゴシップ幕の内」
- miwa - 「リトルガール」「めぐろ川」（「don't cry anymore」収録）「めぐろ川 strings version」（『guitarissimo』収録）
- 矢井田瞳 - 『daiya-monde』『Candlize』『i/flancy』『Air/Cook/Sky』
- ヨースケ@HOME - 「パノラマ 」「ひまわり」「イトシクテ」
- LOOP CHILD
- ミサイルイノベーション
- カンシオ

## 出演
- 片岡大志のフリーダム・アカデミー（JFN系列、1995年〜）